# Školjić Veliki
Koordinati:   45°09′50″N, 14°36′47″E
Školjić Veliki je majhen nenaseljen otoček v Jadranskem morju. Pripada Hrvaški.
Otoček leži v zalivu Soline na otoku Krku severozahodno od naselja Klimno, od katerega je oddaljen okoli 1 km. Površina otočka meri 0,03 km². Dolžina obalnega pasu je 0,68 km.